# Colostygia rosea
Colostygia rosea là một loài bướm đêm trong họ Geometridae.